# نوفي-سور-أين (آن)
نوفي-سور-آن (بالفرنسية: Neuville-sur-Ain)‏ هي بلدية فرنسية تقع في إقليم الآن في فرنسا. رمز إنسي لها هو:1273. أما الرمز البريدي لها فهو: 1160.